# Cal Batlle (la Torre de Claramunt)
Cal Batlle és una obra de la Torre de Claramunt (Anoia) inclosa a l'Inventari del Patrimoni Arquitectònic de Catalunya.

## Descripció
Es tracta de diferents cossos de planta rectangular, molts d'ells actuals (fets en maó i fibrociment (uralita)), dels quals ens interessa destacar la primitiva construcció del molí, de planta rectangular i quatre pisos, els dos últims amb les típiques ventanes. El portal d'entrada és adovellat. Aquesta part antiga queda amagada per les construccions posteriors.

## Història
És del s.XVIII.